# Il nuovo sentiero per la cascata: Poesie
Il nuovo sentiero per la cascata: Poesie è una raccolta di poesie a carattere narrativo dello scrittore statunitense Raymond Carver pubblicato postumo nel 1989.
La raccolta contiene le poesie scritte durante la vita dell'autore e in particolare da quelle scritte nell'ultimo periodo, quando, colpito dal cancro ai polmoni si dedica, con la moglie Tess, alla stesura del libro.

## Trama
Il libro è costituito da sei sezioni con un'introduzione della moglie e poetessa Tess Gallagher e una postfazione di Salman Rushdie. Le poesie di Carver sono intervallate da quelle di Čechov.

## Edizioni
- Il nuovo sentiero per la cascata: Poesie, traduzione di Riccardo Duranti, collana Sotterranei, minimum fax, 2001,  p. 239, ISBN 88-87765-32-4.